# 世界大衆文学全集 (改造社)
世界大衆文学全集（せかいたいしゅうぶんがくぜんしゅう）は、1928年（昭和3年）から1931年（昭和6年）にかけて改造社から刊行された文学叢書。全80巻。菊半截版（文庫サイズ）、色刷紙カバー付きハードカバー、２冊宛函入で一円（半円本）。配本は巻数順に行われたわけではなく、２冊の組み合わせも巻数に関係ない。
平凡社の「現代大衆文学全集」の成功を受けて企画されたもので、十万部以上の売れ行きを示した。翻訳は抄訳が多く、又重訳も少なくない。

## 刊行一覧
『古本探究』（小田光雄、論創社）p237 - 244：【資料3】改造社世界大衆文学全集総内容・八十巻　を参照した。									
1. 『鐵假面』（佛國大ヂユマ、大佛次郎訳）
2. 『家なき兒』（佛國マロー、菊池幽芳訳）
3. 『前線十萬』（米國ヤン・ヘー、櫻井忠溫訳）：実書籍ではヤン・ヘイ表記
4. 『アルセーヌ・ルパン』（佛國ルブラン、保篠龍緒訳）
5. 『椿姫 / マノン・レスコオ』（佛國小ヂユマ / 佛國プレポオ、久米正雄訳）
6. 『三銃士』（佛國大ヂユマ、三上於菟吉訳）
7. 『放蕩息子』（英國ケイン、菊池寛訳）
8. 『ダイヤモンド	/ カートライト事件』（英國フレツチヤー、森下雨村訳）
9. 『オリヴァー・ツウィスト』（英國デイツケンズ、馬場孤蝶訳）
10. 『トウヱーン名作集』（米國トウヱーン、佐々木邦訳）
「抜けウヰルソン」（Pudd'nhead Wilson）
「トム・ソウャー」
「社会改良家」（Travelling with a Reformer）
「死んで生きている話」（Is He Living or is He Dead?）
「跳ね蛙」（The Celebrated Jumping Frog of Calaveras County）
11. 『秘密第一號他一篇』（英國ホルラア、木村毅訳）
「秘密第一號」（シドニイ・ホルラア）
「モンテ・カルロにて」（シエンキヰツチ）
12. 『巴里の秘密』（佛國シユー、武林無想庵訳）
13. 『アンクル・トムス・ケビン』（米國ストー、和氣律次郎訳）
14. 『英米新進作家集』（歐米諸家、牧逸馬訳）
15. 『メトロポリス他一篇』（独逸ハルボウ、秦豊吉訳）
「メトロポリス」（ハルボウ）
「殿方は金髪がお好き」（アニタ・ルウス）
16. 『カチユウシャ』（露國トルストイ、近松秋江訳）
17. 『九十三年』（佛國ユーゴー、早阪二郎訳）
18. 『寶島他二篇』（英ステイヴンスン、野尻清彦訳）
「寶島」（Treasure Island）
「ヂェキル博士奇談」（The Strange Case of Dr. Jekyll and Mr. Hyde）
「新アラビヤ夜話　自殺倶楽部」（The Suicide Club）
「新アラビヤ夜話　カシュガル王のダイヤモンド」（The Rajah's Diamond）
19. 『スペードのキング / 四枚のクラブー』（瑞西ヅーゼ、小酒井不木訳）
20. 『ステラ・ダラム / ラ・ボエーム』（米國ブローチー / 佛國ミユルゼ、森岩雄訳）
21. 『シャロック・ホームズ』（英國ドイル、延原謙訳）
「深紅の絲」
「四つの署名」
「赤髪聯盟」
「口の曲った男」
「まだらの紐」
「白銀号事件」
「マスグレーヴ家の儀式」
「金縁の鼻眼鏡」
「六つのナポレオン」
22. 『ゼンダ城の虜』（英國ホープ、寺田鼎訳）
23. 『紅繁縷』（英國オルツイ、松本泰訳）
「紅繁縷」（The Scarlet Pimpernel）
「復讐」（I Will Repay）
「皇帝の金燭台」（The Emperor's Candlesticks）
24. 『宇宙戰爭 / 海底旅行』（佛國ウエルズ / 佛國ヴェルヌ、木村信兒訳）
25. 『平妖傳』（支那羅貫中、佐藤春夫訳）
26. 『ルコツク探偵 / 河畔の悲劇』（佛國ガボリオー、田中早苗訳）
27. 『スカラムツシユ』（米國サバツニ、小田律訳）
28. 『洞窟の女王 / ソロモン王の寶窟』（英國ハガード、平林初之輔訳）
29. 『海の義賊 他一篇』（佛國ベルネエド、高橋邦太郎訳）
「海の義賊」（アルテュウル・ベルネエド）
「ケエニクスマルク」（ピエエル・ブノア）
30. 『ポオ。ホフマン集』（米國ポオ / 独逸ホフマン、江戸川乱歩訳）[2]
アラン・ポー集
「黄金虫」 (The Gold Bug)
「モルグ街殺人」（The Murders in the Rue Morgue）
「マリイ・ロオジエ事件の謎」（The Mystery of Marie Roget）
「窃まれた手紙」（The Purloined Letter）
「メエルストロオム」 (A Descent into the Maelstrom)
「壜の中に見出された手記」 (Ms. Found in a Bottle)
「長方形の箱」 (The Oblong Box)
「早過ぎた埋葬」 (The Premature Burial)
「陥穽と振子」 (The Pit and the Pendulum)
「赤き死の仮面」 (The Masque of the Red Death)
「黒猫譚」 (The Black Cat)
「跛蛙（ホツプフログ）」 (Hop-Frog)
「物言ふ心臓」 (The Tell-Tale Heart)
「アツシヤア館の崩壊」 (The Fall of the House of Usher)
「ヰリアム・ヰルスン」 (William Wilson)
アムブローズ・ビアース集
「シヨパンの葬送曲」（A Diagnosis of OF Death）
「夏の一夜」（One Summer Night）
「双生児」（One of Twins）
アマデウス・ホフマン集
「砂男」（Der Sandmann）
「スキユデリ嬢の秘密」（Das Fräulein von Scuderi）
31. 『三等水兵マルチン』（英國タフレイル、福永恭助訳）
32. 『幻島ロマンス』（米國ゲール、野口米次郎訳）
33. 『ロモラ』（英國エリオツト、賀川豐彦訳）
34. 『世界滑稽名作集』（歐米諸家、東健而訳）
35. 『世界怪談名作集』（歐米諸家、岡本綺堂訳）
「貸家」（The Haunted and the Haunters、リットン）
「スペードの女王」（プーシキン）
「妖物」（The Damned Thing、ビヤース）
「クラリモンド」（ゴウチエ）
「信号手」（The Signalman、デイツケンス）
「ヴヰール夫人の亡霊」（The Apparition of Mrs. Veals、テフオー）
「ラツパチーニの娘」（Rappaccini's Daughter、ホーソーン）
「北極星号の船長」（The captain of the"Pole-Star"、ドイル）
「廃宅」（Das öde Haus、ホフマン）
「聖餐祭」（フランス）
「幻の人力車」（The Phantom‘Rickshaw、キツプリング）
「上床」（The Upper Berth、クラウフオード）
「ラザルス」（Lazarus、アンドレーフ）
「幽霊」（Apparition、モウパツサン）
「鏡中の美女」（The Woman in the Mirror、マクドナルド）
「幽霊の移転」（The Transfered Ghost、ストツクトン）
「牡丹燈記」（瞿宗吉）
36. 『世界怪奇探偵事實譚』（歐米諸家、松本泰訳）
37. 『グランド・バビロン・ホテル』（英國ベネツト、平田禿木訳）
38. 『水滸傳』（支那施耐庵、笹川臨風訳）
39. 『永遠の都』（英國ケイン、戸川秋骨訳）
40. 『ロビンソン・クルーソー / 十五少年』（英國デフオー / 佛國ヴエルヌ、白石寛三訳）
41. 『テス』（英國ハーデイ、廣津和郎訳）
42. 『二都物語』（英國デイツケンズ、名原廣三郎訳）
43. 『血と砂』（西班牙イパニエス、鈴木厚訳）
44. 『カルメン。コロンバ』（佛國メリメエ、宇髙伸一訳）
45. 『ポムペイ最後の日』（英國リツトン、小池寬次訳）
46. 『小公子。小公女』（英國バアネツト、佐佐木茂索訳）
47. 『あの山越えて』（米国カートン、尾崎士郎訳）
48. 『赤襯衣物語 / ピムリコの博士』（佛國ゴロオー / 英國キユウ、大木篤夫訳）
49. 『闇を縫ふ男』（英國オルチイ、淺野玄府訳）
50. 『ガリヴアーの旅』（英國スウイフト、鈴木彦次郎訳）
「ガリバアの旅」（ジヨナサン・スヰフト）
「海老足男の復活」（The Return of Clubfoot、ヴアレンチン・ウヰリアムス）
51. 『十字軍の騎士』（波蘭シエンキヴユチ、森田草平訳）
52. 『シーホーク』（米國サバチニ、小田律訳）
53. 『黒星』（米國マツカレー、和氣律次郎訳）
54. 『ノートルダムの傴僂男』（英國ユーゴー、松本泰訳）
55. 『冬來なば』（英國ハツチンソン、木村毅訳）
56. 『クオ・ヴアヂス』（波蘭センキウキツチ、直木三十五訳）
57. 『ラ・バタイユ / 震天動地』（佛國フアレエル / 佛國ルブラン、高橋邦太郎訳）
58. 『千一夜物語〔戀愛篇〕』（レーン原譯、森田草平訳）
59. 『モープラ』（佛國サンド、大村雄治訳）
60. 『ソーンダイク博士』（英國フリーマン、水野泰舜訳）
「赤い拇指紋」（The Red Thumb Mark）
「謎の靴跡」（The Man with the Nailed Shoes）
「青色の甲虫」（The Blue Scarab）
「疑問の溺死」（The Naturalist at Law）
「爆発跡の死体」（Gleanings from the Wreckage）
「バーリング・コートの幽霊」（The Apparition of Burling Court）
「盗まれた金塊」（The Stolen Ingots）
61. 『ヂェイン・エア〔上巻〕』（英國ブロンテイ、遠藤壽子訳）
62. 『ヂェイン・エア〔下巻〕』（英國ブロンテイ、遠藤壽子訳）
63. 『ウオタ・ベビ』（英國キングスレ、阿部知二訳）
64. 『沙翁物語 / ワグネル物語』（英國ラム / 英國マツクスバデン、菊池重三郎訳）
65. 『ヴェンデッタ』（英國マリー・コレリ、千葉龜雄訳）
66. 『聊斎志異』（支那蒲松齢、田中貫太郎訳）
67. 『西遊記』（支那邱處機、弓館小鰐訳）
68. 『八犬傳物語』（馬琴、内田魯庵）
69. 『巌窟王〔上巻〕』（佛國デユマ、黒岩涙香訳）
70. 『巌窟王〔下巻〕』（佛國デユマ、黒岩涙香訳）
71. 『獅子狩物語』（佛國ドオデエ、泰豐吉訳）：刊行されたタイトルは『獅子狩の人 - 他二篇』
「獅子狩りの人」（アルフオンス・ドオデエ）
「プラアグの大学生」（ハンス・ハインツ・エエウエルス）
「ヘルマンとドロテア」（ゲエテ）
72. 『新聞記者スミス』（米國ウツドハウス、木村毅訳）
73. 『カーステンの家憲』（米國キニー、早阪二郎訳）
74. 『フラウ・ゾルゲ』（獨國ズウデルマン、池谷信三郎訳）
75. 『善良な男』（佛國ドコツク、木村信兒訳）
76. 『愛國侠盗傳』（英國ローマー、寺田鼎訳）
77. 『正義の人々』（英國ウオーレス、水野泰舜訳）
78. 『倫敦塔』（英國エインズワアス、石田幸太郎訳）
79. 『赤狼城秘傳 / 失踪婦人』（佛國ロスニイ、藤田龍郎訳）
80. 『有効期間十日間 - 他三篇』（尹國トツデイほか、小野七郎訳）
「有效期間十日間」（トツデイ、小野七郎訳)
「人生」（フアビオ・トンバーリ、小野七郎訳)
「ムツソリーニの塹壕日記（部分訳）」（ムツソリーニ、小野七郎訳)
「眞珠の手函」 （アナトール・フランス、杉村志摩訳）